# Tlalocomyia atzompensis
Tlalocomyia atzompensis är en tvåvingeart som först beskrevs av Diaz Najera 1962.  Tlalocomyia atzompensis ingår i släktet Tlalocomyia och familjen knott. Inga underarter finns listade i Catalogue of Life.